# Heodes basinovopunctata
Heodes basinovopunctata är en fjärilsart som beskrevs av Courvoisier 1912. Heodes basinovopunctata ingår i släktet Heodes och familjen juvelvingar. Inga underarter finns listade i Catalogue of Life.